# Blinded by the Light
Blinded by the Light ist ein Lied des US-amerikanischen Rockmusikers Bruce Springsteen aus dem Jahr 1973, das er für sein Album Greetings from Asbury Park, N.J. geschrieben hatte. Bekanntheit erlangte das Stück auch durch eine Coverversion von der Manfred Mann’s Earth Band, die unter anderem zum Nummer-eins-Hit in den Vereinigten Staaten avancierte.

## Entstehung und Veröffentlichung
Das Lied entstand, nachdem Clive Davis, damals Präsident von Columbia Records, eine frühe Fassung von Greetings from Asbury Park, N.J. gehört hatte und meinte, dass dem Album eine potentielle Single fehle. Springsteen schrieb daraufhin Blinded by the Light und Spirit in the Night.
Die Erstveröffentlichung von Blinded by the Light erfolgte als Teil von Springsteen Debütalbum Greetings from Asbury Park, N.J. am 5. Januar 1973 bei Columbia Records (Katalognummer: KC 31903). Am 1. Februar 1973 erschien das Lied als erste Singleauskopplung aus dem Album. Im Jahr 2007 veröffentlichte Springsteen auf Live in Dublin eine verjazzte Version, die er mit The Sessions Band aufnahm. Diese ist eine Gruppe wechselnder Zusammensetzung, mit der Springsteen seit 1997 gelegentlich zusammenarbeitet.

## Inhalt

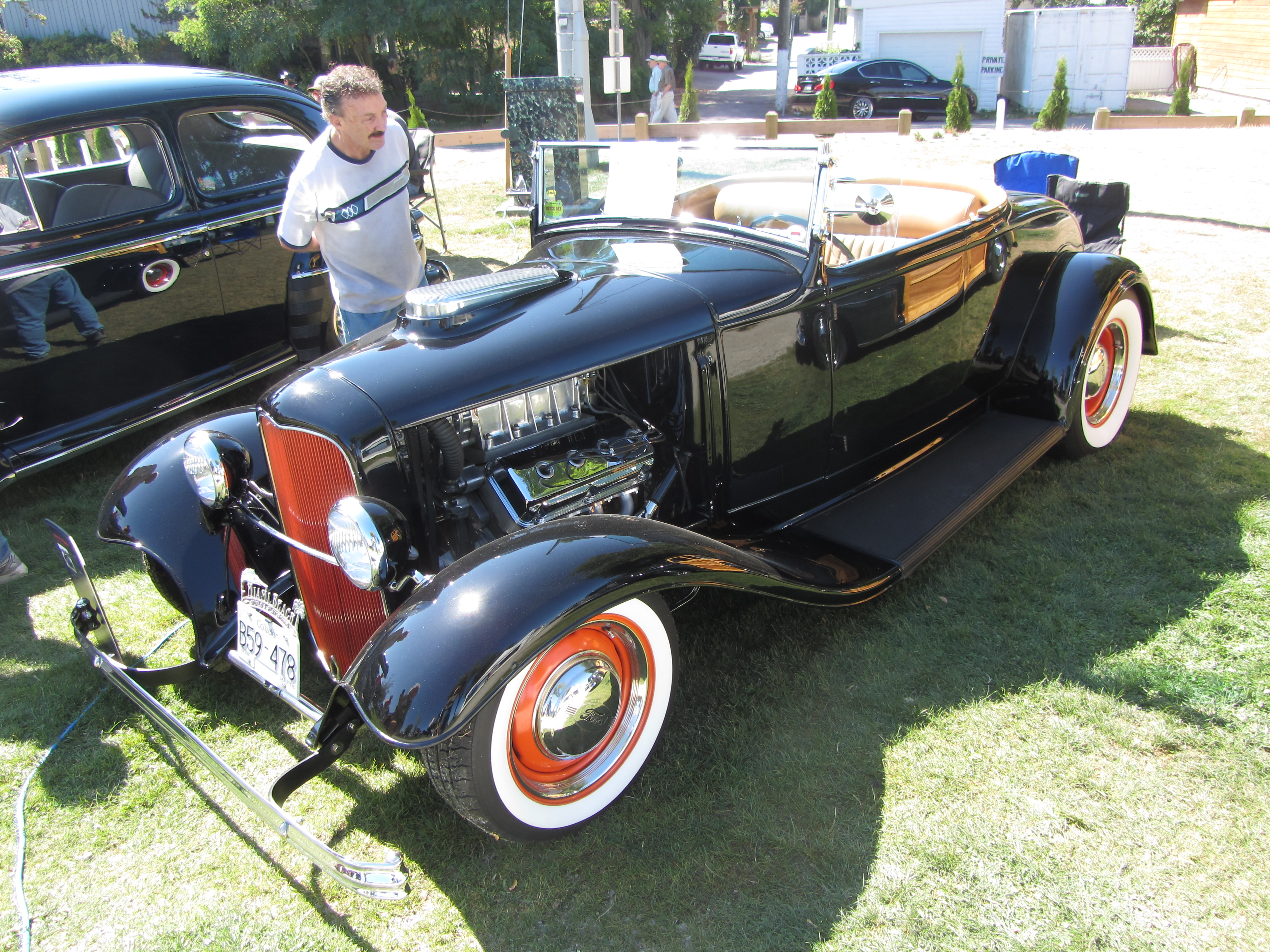
Ford Deuce

Nach eigener Aussage kam Springsteen auf die Idee zum Lied, als er in einem Reimlexikon nach geeigneten Worten suchte. Die erste Zeile des Songs „Madman drummers, bummers, and Indians in the summers with a teenage diplomat“ ist autobiografisch: „Madman Drummers“ ist eine Anspielung auf den Schlagzeuger Vini Lopez, bekannt als „Mad Man“ (später nannte er sich „Mad Dog“); „Indians in the summer“ bezieht sich auf den Namen von Springsteens Little-League-Team und „teenage diplomat“ bezieht sich auf ihn selber. Der Rest des Liedes handelt von verschiedenen nicht miteinander zusammenhängenden Ereignissen, der Refrain lautet dann „Blinded by the light, cut loose like a deuce, another runner in the night“.
Die Textstelle „Revved up like a deuce“ (loslegen wie ein Deuce, ein zweisitziges Ford Modell B (1932) Coupé das oft zum Hot Rod umgebaut wurde) wird häufig falsch verstanden als „wrapped up like a douche“ (eingepackt wie eine Scheidendusche). Das V in „revved“ wird kaum betont und das C in „deuce“ klingt mehr wie ein SH, auch wegen eines deutlichen Lispelns.
Springsteen selber spaßte über diese Kontroverse, und behauptete, dass erst die Textänderung in Richtung Monatshygiene dem Stück zum Erfolg verholfen habe.

## Mitwirkende
- Bruce Springsteen – Gesang, Gitarre, E-Bass, Keyboard
- Vini Lopez – Begleitgesang, Schlagzeug
- Clarence Clemons – Begleitgesang, Saxophon
- Harold Wheeler – Klavier

## Coverversionen

### Manfred Mann’s Earth Band
Manfred Mann’s Earth Band veröffentlichte das Stück auf ihrem 1976 erschienenen Album The Roaring Silence. Diese Version avancierte zum Nummer-eins-Hit in den Billboard Hot 100. Manfred Mann’s Earth Bands Aufnahme war die einzige Nummer-eins-Single, die Springsteen als Autor in den Billboard Hot 100 hatte.
Die Aufnahme von Manfred Mann’s Earth Band enthält eine Reihe von Textänderungen. Die bedeutendste ist der Refrain, statt „cut loose like a deuce“ bei Springsteen heißt es in der geänderten Fassung „revved up like a deuce“ (auf Touren bringen wie einen Deuce).

#### Mitwirkende
- Chris Thompson – Gesang, Gitarre
- Manfred Mann – Begleitgesang, Klavier, Keyboard, Orgel
- Dave Flett – Gitarre
- Colin Pattenden – E-Bass
- Chris Slade – Begleitgesang, Schlagzeug
- Doreen Chanter – Begleitgesang
- Irene Chanter – Begleitgesang
- Susanne Lynch – Begleitgesang

#### Chartplatzierungen
| ChartsChartplatzierungen       | Höchstplatzierung | Wochen |
| ------------------------------ | ----------------- | ------ |
| Deutschland (GfK)              | 42 (6 Wo.)        | 6      |
| Vereinigte Staaten (Billboard) | 1 (20 Wo.)        | 20     |
| Vereinigtes Königreich (OCC)   | 6 (10 Wo.)        | 10     |

| ChartsJahrescharts (1976)    | Platzierung |
| ---------------------------- | ----------- |
| Vereinigtes Königreich (OCC) | 77          |

| ChartsJahrescharts (1977)      | Platzierung |
| ------------------------------ | ----------- |
| Vereinigte Staaten (Billboard) | 36          |

#### Auszeichnungen für Musikverkäufe
| Land/Region                  | Auszeichnungen für Musikverkäufe (Land/Region, Auszeichnung, Verkäufe) | Verkäufe  |
| ---------------------------- | ---------------------------------------------------------------------- | --------- |
| Neuseeland (RMNZ)            | Platin                                                                 | 30.000    |
| Vereinigte Staaten (RIAA)    | Gold                                                                   | 1.000.000 |
| Vereinigtes Königreich (BPI) | Silber                                                                 | 200.000   |
| Insgesamt                    | 1× Silber · 1× Gold · 1× Platin ·                                      | 1.230.000 |

### Weitere Coverversionen
Für sein 1974er Soloalbum Sideshow nahm Allan Clarke von den Hollies eine Version des Songs auf. Gleichzeitig nahm er mit den Hollies mehrere andere Stücke von Springsteen auf, von denen einige Hits für die Gruppe wurden.
2002 brachte die dänische Gruppe Funkstar Deluxe eine Discoversion des Stückes heraus. 

## Verwendung in Filmen
Der Song kommt auch in den Spielfilmen Blow und Krass vor. Er ist zudem im gleichnamigen Film Blinded by the Light aus dem Jahr 2019 zu hören, der davon handelt, wie die Begeisterung für die Musik Springsteens einen aus einer pakistanischen Familie stammenden Jugendlichen im England der Thatcher-Zeit prägt.